# Liste der Monuments historiques in Breteil
Die Liste der Monuments historiques in Breteil führt die Monuments historiques in der französischen Gemeinde Breteil auf.

## Liste der Objekte
| Bezeichnung                      | Beschreibung                                               | Standort                     | Kennzeichnung | Schutzstatus | Datum | Bild |
| -------------------------------- | ---------------------------------------------------------- | ---------------------------- | ------------- | ------------ | ----- | ---- |
| Skulptur des heiligen Joachim    | Eichenholz, zweite Hälfte des 17. Jahrhunderts             | in der Kirche St-Malo (Lage) | PM35002933    | Inscrit      | 2001  |      |
| Skulptur des heiligen Mathurin   | Holz, polychrom gefasst, 17. Jahrhundert                   | in der Kirche St-Malo (Lage) | PM35002934    | Inscrit      | 2001  |      |
| Retabel des Hauptaltars          | Holz, bemalt und vergoldet, 17. Jahrhundert                | in der Kirche St-Malo (Lage) | PM35000071    | Classé       | 1955  |      |
| Ölgemälde Transfiguration        | 19. Jahrhundert                                            | in der Kirche St-Malo (Lage) | PM35002932    | Inscrit      | 2001  |      |
| Zwei Ampullen mit geweihten Ölen | 18. Jahrhundert                                            | in der Kirche St-Malo (Lage) | PM35002936    | Inscrit      | 2001  |      |
| Hauptaltar                       | Holz, polychrom gefasst und vergoldet, 17./19. Jahrhundert | in der Kirche St-Malo (Lage) | PM35002931    | Inscrit      | 2001  |      |
| Skulptur des heiligen Johannes   | Holz, polychrom gefasst, 17. Jahrhundert                   | in der Kirche St-Malo (Lage) | PM35002935    | Inscrit      | 2001  |      |
| Holzkoffer                       | 17. Jahrhundert                                            | in der Kirche St-Malo (Lage) | PM35002937    | Inscrit      | 2001  |      |